# Nowolineiny rajon
Der Nowolineiny rajon (russisch Новолинейный район) war eine Erweiterung des Russischen Reiches südlich und südöstlich des Urals, also durchweg auf der asiatischen Seite Russlands. Inzwischen gehört das Gebiet zum größten Teil zum Oblast Tscheljabinsk und bedeckt auch zwei Rajons des Oblast Orenburg. Die Gesamtfläche entspricht etwa der Schweiz.

## Geschichte

### Vorgeschichte

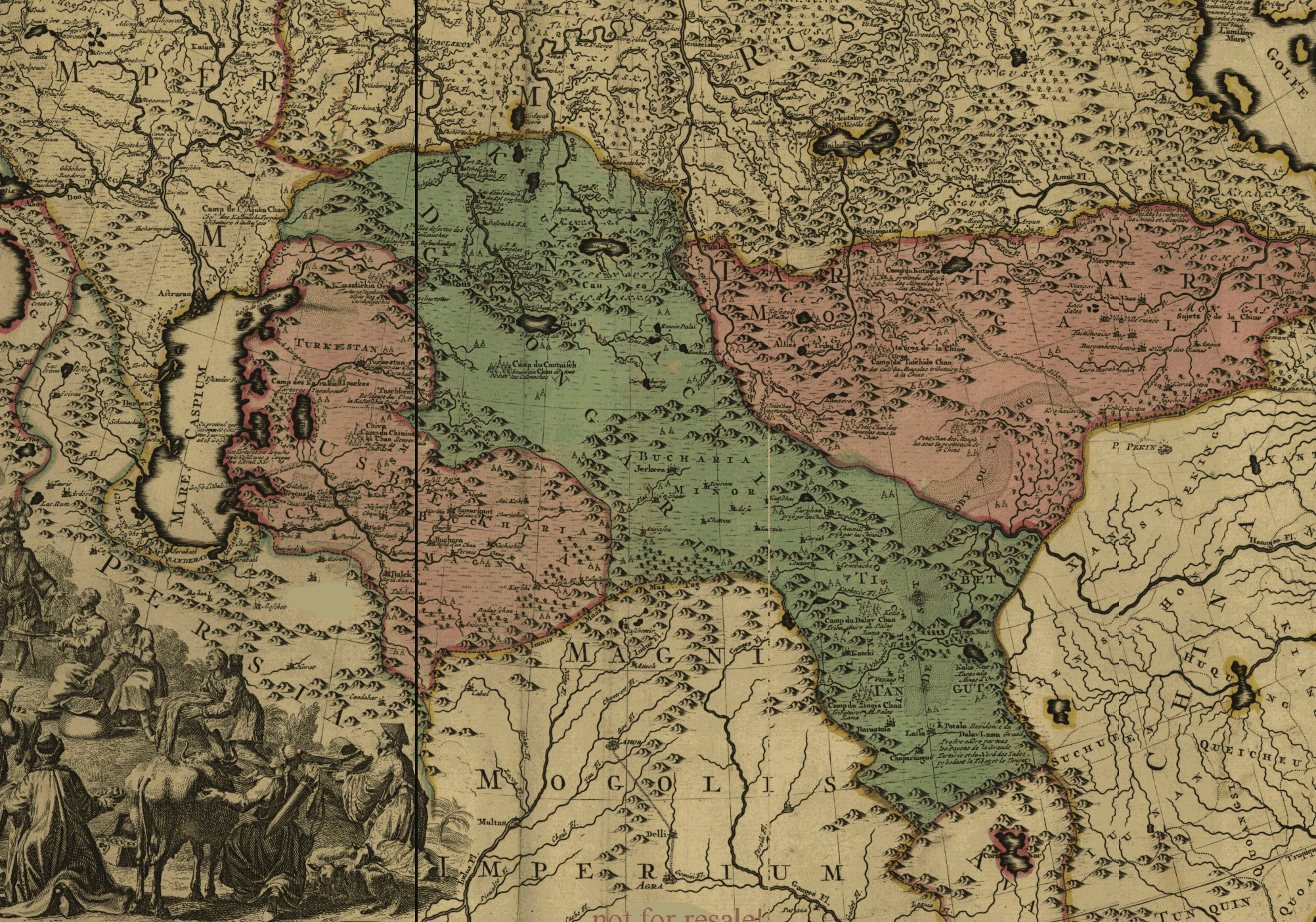
Situation vor der russischen Besiedlung um 1720

Seit dem Mongolensturm unter Dschingis Khan ab 1206 wurde das Gebiet von nomadisierenden Turkvölkern besiedelt, die dort überwiegend Viehwirtschaft betrieben. Die teilweise bewaldete Steppe (Kasachensteppe) mit diversen Wasserläufen und Seen bot gute Voraussetzungen. Auch die zahlreichen mineralhaltigen Gewässer waren geschätzt. Teilweise wurde das wertvolle Salz gewonnen und damit gehandelt.
Gelegentlich gab es Auseinandersetzungen zwischen den buddhistischen (Kalmücken) und den islamisierten Volksgruppen, wenn Wandergebiete sich überschnitten. Die weiten Flächen boten jedoch ausreichend Ausweichmöglichkeiten. Nur die Baschkiren und Kasachen waren langfristiger im Konflikt, überfielen sich gegenseitig, stahlen Vieh und machten Gefangene.

### Russische Besiedlung
Bereits vor Beginn des 18. Jahrhunderts gab es zahlreiche Scharmützel und eine neue Grenzlinie wurde entlang des Flusses Ilek etabliert.
Im 2. Quartal des 18. Jahrhunderts zeigten russische Siedler zunehmend Interesse an dem Gebiet, das sich gut zur Landwirtschaft eignete. Vorerst wurden in einer Region südlich des Urals Gebiete übernommen, teilweise gewaltsam, um eine „Neue Linie“ bis an den Ilek zu erweitern. Diese Kolonisierung wurde auch von der russischen Krone unterstützt. Dennoch waren es Siedler in einem fremden, bewohnten Gebiet, die den Einwohnern nicht willkommen waren. Die hier ansässigen Baschkiren und Kasachen wurden tributpflichtig beziehungsweise radikal verdrängt. Folglich gab es häufig Angriffe der Nomaden auf die Zuwanderer, da die ihnen den Lebensraum nahmen. Die ersten russischen Siedler hatten daher stets mit Übergriffen der Einheimischen zu kämpfen. Das verhinderte auch eine schnelle Besiedlung des Gebietes, obwohl Neusiedlern etliche Privilegien und großzügige Kredite eingeräumt wurden.
Um den Überfälle auf die Grenzlinie zu stoppen, beschloss die russische Regierung zum Beginn des 19. Jahrhunderts, die bestehende Grenzlinie vom Oberlauf des Jaik (Яик, damalige Bezeichnung des Flusses Ural) und Ui (Уй) in die Kasachensteppe um 100–150 Werst (ca. 106–160 km) nach Südosten zu verlegen und damit endgültig die Baschkiren und Kasachen abzutrennen. Dazu gab es militärischen Beistand, überwiegend von Kosaken. Die 200.000 bis 400.000 Einheimischen wurden größtenteils vertrieben oder unterjocht. Es entstanden befestigte Militärsiedlungen, wie Imperial, Pawlowski, Naslednizki, Atamanowskoje, Andrejewskoje, Knjaschenskoje, Nikolajewski, Georgijewskoje, Jeleninski, Annenskoje, Wladimirski, Alexandrowskoje, Nataljinski, Alexejewski. Palisaden, Mauern und ein großes Tor sicherten die Orte.
Auf Dauer erwiesen sich jedoch diese Befestigungen als absolut nutzlos und wurden wegen der hohen Kosten eingestellt.

### Organisierte Stützpunkte
Um 1830 hatte der Generalgouverneur von Orenburg, Graf Paul van Suchtelen, die Idee, die Grenze zu begradigen, zu verkürzen und die Befestigungen effektiver und kostengünstiger zu organisieren. Sein Nachfolger, Generaladjutant Wassili Perowski, entwickelte daraus einen realisierbaren Plan, der später von Kaiser Nikolaus I. genehmigt wurde. Der Erlass wurde ab 1840 umgesetzt.
Der begradigte Abschnitt der Grenze wurde als „Neuer-Linien-Rajon“ (Nowolineiny rajon) bezeichnet. Es entstanden zweiunddreißig an strategisch günstigen Positionen befestigte Militärsiedlungen, die in etwa gleichen Abständen auf das Gebiet zwischen den Festungen Orsk und Troitzk verteilt wurden. Nur wenige Stützpunkte lagen in Grenznähe, denn es galt das gesamte Gebiet auch in der Tiefe zu sichern.
Anfangs wurden die Siedlungen unter der Postennummer aufgeführt. Ende 1843 befahl der Orenburger Generalgouverneur Wladimir A. Obrutschew (В. А. Обручеве), alle neuen Kosakensiedlungen nach Orten zu benennen, in denen die Orenburger Kosaken aktiv an den Kämpfen beteiligt waren. Im Laufe der Zeit wurden einige Ortsnamen mit der für ländliche Siedlungen üblichen Endung -kaja oder -koje ergänzt, zum Beispiel wurde aus Borodino heute Borodinowkaja. Andere wurden dem Sprachgebrauch angepasst, wie Paris → Parisch (Париж).

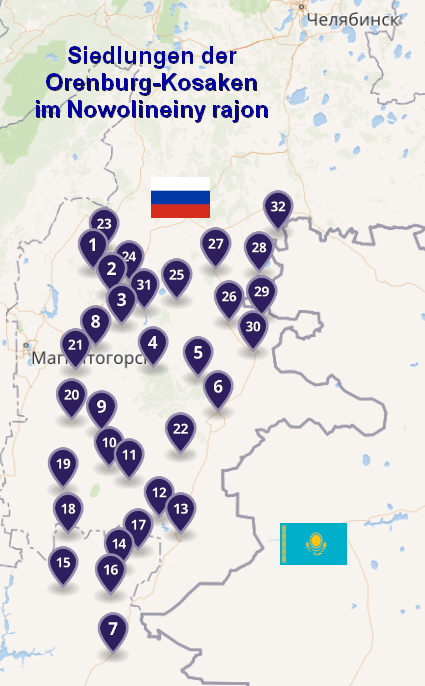

Die Militärposten wurden vorzugsweise von Mitgliedern der Orenburger-Kosaken-Regimenter belegt. Dabei handelte es sich um 550 (russische) Kosaken, 1000 Baschkiren, Nagaibaken, Kalmücken des aufgelösten Stawropoler Kalmücken-Regiments und später um Umsiedler aus ukrainischen Stanizen.
Da die Orenburger Kosaken eine hohe Alphabetisierungsrate hatten, nahmen sie meist Führungspositionen ein. Kosaken galten als tapfere Soldaten in der Armee des Zaren bzw. russischen Kaisers, die patriotisch alle Befehle befolgten. In Friedenszeiten waren es jedoch eine sehr eigenwillige Truppe, mit denen es diverse Konflikte gab. Mit der Verlegung ins Grenzgebiet bekamen sie eine neue Aufgabe und wurden gleichzeitig isoliert. Auch da zeigten sie sich wehrhaft und aggressiv und waren von den zuvor Ansässigen wegen etlicher gewaltsamer Übergriffe gefürchtet. In den Dörfern lebten die Kalmücken getrennt von den Russen. Nach dem orthodoxen Ritus getauft, blieben die Kalmücken tatsächlich Buddhisten/Lamaisten, die sich weiterhin verdeckt an ihren Kult hielten und eher als Außenseiter galten.
Diese befestigten Siedlungen waren alle ähnlich angelegt mit rechtwinklig angeordneten Straßen und einheitlicher Grundstücksgröße.
Vorzugsweise wurden Orte in der Nähe von Waldgebieten und Gewässern gewählt, zum Holzeinschlag, Jagd, um eine Wasserversorgung zu gewährleisten sowie Fischerei zu ermöglichen. Die parallelen Hauptstraßen von 17 m Breite waren meist von Südwesten nach Nordosten ausgerichtet. Die rechtwinklig kreuzenden Nebenstraßen hatten 12 m Breite. Die Grundstücksfläche lag bei 1200 m² für ein Haus mit Nutzfläche. Dazu gab es 15 ha Ackerflächen für jeden Haushalt außerhalb der Siedlung. Die Gebäude wurden anfangs aus Lehmziegeln oder als Blockhütten errichtet, meist aus Kiefern- oder Lärchenstämmen, die in der Umgebung geschlagen wurden. Bei Fertigstellung des Hauses wurde dem Besitzer eine Grundausstattung an Arbeitsgerät für die Haus- und Landwirtschaft sowie Saatgut übergeben. Außerdem waren sie lebenslang von Steuern und Abgaben befreit.
Mit der Zeit wurden die Gebäude durch An- und Ausbauten immer größer. In allen großen Siedlungen wurden bald Kirchen und zwei Kosakenschulen (getrennt männliche und weiblich) gebaut. Der Kirchturm war oft auch Wachturm und die Kirche wurde im Verteidigungsfall als gemeinsamer Schutzraum genutzt. Es gab einen Parade- und Marktplatz.
Um Sesshaftigkeit und Familiengründungen zu fördern, wurden in den Jahren 1842–1843 Bauernfamilien aus den zentralen und südlichen Provinzen (heute Ukraine) in das Territorium umgesiedelt, mitunter nicht freiwillig.

## Grenzsiedlungen
| Posten № | Ortsname                          | Position             | In Erinnerung an | Aktueller Name (russisch; Rajon, Oblast)                                                        |
| -------- | --------------------------------- | -------------------- | --- | ----------------------------------------------------------------------------------------------- |
| 1        | Kassel (Кассель)                  | 53° 48′ N, 59° 34′ O | Schlacht von Kassel, 30. September 1813                                                                                           | Kasselski (Кассельский; Nagaibakski rajon, Oblast Tscheljabinsk)                                |
| 2        | Ostrolenski (Остроленский)        | 53° 41′ N, 59° 44′ O | Schlacht bei Ostrołęka, 26. Mai 1831 Polnisch-Russischer Krieg 1830/1831                                                          | Ostrolenski (Остроленский; Nagaibakski rajon, Oblast Tscheljabinsk)                             |
| 3        | Ferschampenuas (Фершампенуа́з)     | 53° 31′ N, 59° 49′ O | Schlacht bei Fère-Champenoise, 25. März 1814 Befreiungskriege (1813–1815)                                                         | Ferschampenuas (Фершампенуа́з; Nagaibakski rajon, Oblast Tscheljabinsk)                          |
| 4        | Paris (Париж)                     | 53° 18′ N, 60° 6′ O  | Schlacht bei Paris, 30. März 1814 Befreiungskriege (1813–1815)                                                                    | Parisch (Париж; Nagaibakski rajon, Oblast Tscheljabinsk)                                        |
| 5        | Welikopetrowka (Великопетровская) | 53° 15′ N, 60° 29′ O | Peter dem Großen zum Gedenken | Welikopetrowka (Великопетровка; Kartalinski rajon, Oblast Tscheljabinsk)                        |
| 6        | Poltowa (Полтавская)              | 53° 4′ N, 60° 40′ O  | Schlacht bei Poltawa, 27. Juni 1709 (Großer Nordischer Krieg)                                                                     | Poltawka wurde 1939 von Kartaly eingemeindet (Карталы; Kartalinski rajon, Oblast Tscheljabinsk) |
| 7        | Elisawetinskaja (Елизаветинская)  | 51° 46′ N, 59° 45′ O | Kaiserin Elisabeth zum Gedenken (zweifelhaft)                                                                                     | Elisawetinka (Елизаветинка; Adamowski rajon, Oblast Orenburg)                                   |
| 8        | Trebija (Требия)                  | 53° 25′ N, 59° 36′ O | Schlacht an der Trebbia, 17.–19. Juni 1799 Zweiter Koalitionskrieg (1799–1802)                                                    | Trebijatski (Требия́тский, Nagajbakski rajon, Oblast Tscheljabinsk)                              |
| 9        | Katzbach (Кацбах)                 | 52° 58′ N, 59° 39′ O | Schlacht an der Katzbach 26. August 1813 Befreiungskriege (1813–1815)                                                             | Katzbach (Кацбахский; Kisilski rajon, Oblast Tscheljabinsk)                                     |
| 10       | Polozk (Полоцкая)                 | 52° 46′ N, 59° 42′ O | Erste Schlacht bei Polozk, 17.–18. August 1812 Zweite Schlacht bei Polozk 18.–20. Oktober 1812 Napoleons Russlandfeldzug von 1812 | Polozkoje (Полоцкое; Kisilski rajon, Oblast Tscheljabinsk)                                      |
| 11       | Nowi (Нови)                       | 52° 42′ N, 59° 53′ O | Schlacht bei Novi, 25. August 1799 Zweiter Koalitionskrieg (1799–1802)                                                            | Nowinka (Новинка; Kisilski rajon, Oblast Tscheljabinsk)                                         |
| 12       | Rymnikski (Рымникский)            | 52° 30′ N, 60° 9′ O  | Schlacht bei Rimnik (Walachei), 22. September 1789 Russisch-Österreichischer Türkenkrieg (1787–1792)                              | Rymnikski (Рымникский; Bredinski rajon, Oblast Tscheljabinsk)                                   |
| 13       | Breda (Бреда)                     | 52° 25′ N, 60° 21′ O | Befreiung von Breda, Dezember 1813 von der Franzosenherrschaft                                                                    | Bredy (Бреды; Bredinski Rajon, Oblast Tscheljabinsk)                                            |
| 14       | Alandskaja (Аландская)            | 52° 14′ N, 59° 48′ O | Eroberung der Åland-Inseln, 1808 Russisch-Schwedischer Krieg (1808–1809)                                                          | Alandskoje (Аландское; Kwarkenski rajon, Oblast Orenburg)                                       |
| 15       | Brient (Бриент)                   | 52° 8′ N, 59° 18′ O  | Schlacht bei Brienne, 29. Januar 1814 Befreiungskriege                                                                            | Brient (Бриент; Kwarkenski rajon, Oblast Orenburg)                                              |
| 16       | Kwarken (Кваркен)                 | 52° 5′ N, 59° 43′ O  | Schlacht in der Straße von Kvarken, 1809 Russisch-Schwedischer Krieg (1808–1809)                                                  | Kwarkeno (Кваркено; Kwarkenski rajon, Oblast Orenburg)                                          |
| 17       | Adrianopel (Андрианополь)         | 52° 20′ N, 59° 58′ O | Friede von Adrianopel, 14. September 1829 Russisch-Türkischer Krieg (1828–1829)                                                   | Andrianopol (Андрианополь; Kwarkenski rajon, Oblast Orenburg)                                   |
| 18       | Kulm (Кульм)                      | 52° 25′ N, 59° 21′ O | Schlacht bei Kulm, 29./30. August 1813 Befreiungskriege                                                                           | Kulma (Кульма; Kwarkenski rajon, Oblast Orenburg)                                               |
| 19       | Ismailskaja (Измаильская)         | 52° 40′ N, 59° 19′ O | Belagerung von Ismail, 22. Dezember 1789 Russisch-Österreichischer Türkenkrieg (1787–1792)                                        | Izmailowski (Измайловский; Kisilski rajon, Oblast Tscheljabinsk)                                |
| 20       | Brailowskaja (Браиловская)        | 53° 1′ N, 59° 23′ O  | Schlacht bei Ściana/Brajłów in Podolien, 19. Dezember 1666 Polnisch–Kosakisch-Tatarischer Krieg (1666–1671)                       | Brailowski (Браиловский; Kisilski rajon, Oblast Tscheljabinsk)                                  |
| 21       | Nawarinka (Наваринка)             | 53° 17′ N, 59° 25′ O | Schlacht von Navarino, 20. Oktober 1827 Griechische Revolution                                                                    | Nawarinka (Наваринка; Agapowski rajon, Oblast Tscheljabinsk)                                    |
| 22       | Warschawskaja (Варшавская)        | 52° 51′ N, 60° 20′ O | Einmarsch in Warschau, 5. Februar 1831 Novemberaufstand                                                                           | Warschawka (Варшавка; Kartalinski rajon, Oblast Tscheljabinsk)                                  |
| 23       | Krasnoje (Краснинская)            | 53° 55′ N, 59° 40′ O | Schlacht bei Krasnoje, 15.–18. November 1812 Napoleons Russlandfeldzug von 1812                                                   | Krasninski (Краснинский; Werchneuralski rajon, Oblast Tscheljabinsk)                            |
| 24       | Arsi (Арси)                       | 53° 45′ N, 59° 53′ O | Schlacht bei Arcis-sur-Aube, 20.–21. März 1814 Befreiungskriege                                                                   | Arsinki (Арсинский; Nagajbakski rajon, Oblast Tscheljabinsk)                                    |
| 25       | Beresinskaja (Березнинская)       | 53° 39′ N, 60° 18′ O | Schlacht an der Beresina, 26.–28. November 1812 Napoleons Russlandfeldzug von 1812                                                | Beresinski (Березинский; Tschesmenski rajon, Oblast Tscheljabinsk)                              |
| 26       | Borodinskaja (Бородинская)        | 53° 32′ N, 60° 46′ O | Schlacht bei Borodino, 7. September 1812 Napoleons Russlandfeldzug von 1812                                                       | Borodinowka (Бородиновка; Warnenski rajon, Oblast Tscheljabinsk)                                |
| 27       | Tschesma (Чесма́)                  | 53° 49′ N, 60° 39′ O | Seeschlacht von Çeşme, 5.–7. Juli 1770 Russisch-Türkischer Krieg (1768–1774)                                                      | Tschesma (Чесма́; Tschesmenski rajon, Oblast Tscheljabinsk)                                      |
| 28       | Tarutinskaja (Тарутинская)        | 53° 48′ N, 61° 2′ O  | Schlacht bei Tarutino, 18. Oktober 1812 Napoleons Russlandfeldzug von 1812                                                        | Tarutino (Тарутино; Tschesmenski rajon, Oblast Tscheljabinsk)                                   |
| 29       | Leipzig (Лейпциг)                 | 53° 34′ N, 61° 3′ O  | Völkerschlacht bei Leipzig, 16.–19. Oktober 1813 Befreiungskriege                                                                 | Leipzig (Лейпциг; Warnenski rajon, Oblast Tscheljabinsk)                                        |
| 30       | Warna (Варна)                     | 53° 23′ N, 60° 59′ O | Schlacht von Varna, Juli–29. September 1828 Russisch-Türkischer Krieg (1828–1829)                                                 | Warna (Варна; Warnenski rajon, Oblast Tscheljabinsk)                                            |
| 31       | Kulikowo (Куликовская)            | 53° 36′ N, 60° 1′ O  | Schlacht auf dem Kulikowo Pole, 8. September 1380                                                                                 | Kulikowski (Куликовский; Nagaibakski rajon, Oblast Tscheljabinsk)                               |
| 32       | Berlin (Берлин)                   | 54° 0′ N, 61° 12′ O  | Besetzungen in Berlin, 1760 und 1813                                                                                              | Berlin (Берлин; Troizki rajon, Oblast Tscheljabinsk)                                            |

Nur noch in Berlin gibt es einen inzwischen wieder aktiven Grenzposten, der vom FSB (russisch ФСБ) betrieben wird.
- Karte mit allen Koordinaten:
- OSM |
- WikiMap